# ISO 3166-2:BS

Administrativní členění státu Bahamy

Kódy ISO 3166-2 pro Bahamy identifikují 31 distriktů a 1 ostrov (stav v listopadu 2018). První část (BS) je mezinárodní kód pro Bahamy, druhá část sestává z dvou písmen identifikujících distrikt.

## Seznam kódů
| kód   | Subjekt                     |
| ----- | --------------------------- |
| BS-AK | Acklins                     |
| BS-BY | Berry Islands               |
| BS-BI | Bimini                      |
| BS-BP | Black Point                 |
| BS-CI | Cat Island                  |
| BS-CO | Central Abaco               |
| BS-CS | Central Andros              |
| BS-CE | Central Eleuthera           |
| BS-FP | City of Freeport            |
| BS-CK | Crooked Island and Long Cay |
| BS-EG | East Grand Bahama           |
| BS-EX | Exuma                       |
| BS-GC | Grand Cay                   |
| BS-HI | Harbour Island              |
| BS-HT | Hope Town                   |
| BS-IN | Inagua                      |
| BS-LI | Long Island                 |
| BS-MC | Mangrove Cay                |
| BS-MG | Mayaguana                   |
| BS-MI | Moore's Island              |
| BS-NO | North Abaco                 |
| BS-NS | North Andros                |
| BS-NE | North Eleuthera             |
| BS-RI | Ragged Island               |
| BS-RC | Rum Cay                     |
| BS-SS | San Salvador                |
| BS-SO | South Abaco                 |
| BS-SA | South Andros                |
| BS-SE | South Eleuthera             |
| BS-SW | Spanish Wells               |
| BS-WG | West Grand Bahama           |
| BS-NP | ostrov New Providence       |

### Seznam kódů do roku 2010
| Kod   | Subjekt                         |
| ----- | ------------------------------- |
| BS-AC | Acklins and Crooked Islands     |
| BS-BI | Bimini                          |
| BS-CI | Cat Island                      |
| BS-EX | Exuma                           |
| BS-FC | Fresh Creek                     |
| BS-FP | Freeport                        |
| BS-GH | Governor's Harbour              |
| BS-GT | Green Turtle Cay                |
| BS-HI | Harbour Island                  |
| BS-HR | High Rock                       |
| BS-IN | Inagua                          |
| BS-KB | Kemps Bay                       |
| BS-LI | Long Island                     |
| BS-MG | Mayaguana                       |
| BS-MH | Marsh Harbour                   |
| BS-NB | Nicholls Town and Berry Islands |
| BS-NP | New Providence                  |
| BS-RI | Ragged Island                   |
| BS-RS | Rock Sound                      |
| BS-SP | Sandy Point                     |
| BS-SR | San Salvador and Rum Cay        |